# 沪北会堂
沪北会堂是位于中国上海市虹口区武进路183号的一座教堂，现在仍没有恢复宗教活动，由基督教两会出租经营。
该教堂由基督复临安息日会传教士施永福创建于1916年，是该会在上海建造的第一座教堂，也是后来该会在上海的传教士聚集的场所。1919年正式改称沪北教会。1924年建造了1座2层的教堂，旁边的4层楼房开办了三育学校（大学部1927年迁往江苏句容桥头镇，改名中华三育研究社，这里保留小学部）。1929年，又在教堂东侧建造上海卫生疗养院分院（今武进路171号上海银行）。教堂空闲时也对外出租，1933年鲁迅曾租用场地举办“俄法书籍插画展览”。1966年8月文革中聚会停止。
1979年，沪北会堂重新开放，作为虹口区的联合礼拜场所。但由于信徒增加太多，此处容纳不下，虹口区的联合礼拜次年就改到规模较大的昆山路景林堂进行。沪北会堂由基督教两会对外出租，开办饭店和溜冰场。目前楼上开设嘉中金宾馆，楼下开设鱼林岛金龙火锅店（创始于1991年）。